# Йоганнес Еріксен
Йоганнес Торвальд Еріксен (дан. Johannes Thorvald Eriksen; нар. 12 червня 1889, Фредеріксберг, Фредеріксберг, Столичний регіон — 25 червня 1963, там же) — данський борець греко-римського стилю, бронзовий призер Олімпійських ігор.

## Спортивні результати на міжнародних змаганнях

### Виступи на Олімпіадах
| Змагання                    | Збірна | Вагова категорія                   | Місце   |
| --------------------------- | ------ | ---------------------------------- | ------- |
| Літні Олімпійські ігри 1908 | Данія  | греко-римська боротьба, до 73 кг   | 5       |
| Літні Олімпійські ігри 1912 | Данія  | греко-римська боротьба, до 82,5 кг | AC r5/7 |
| Літні Олімпійські ігри 1920 | Данія  | греко-римська боротьба, до 82,5 кг | Бронза  |

#### Олімпіада 1908 року
На Літніх Олімпійських іграх 1908 року в Лондоні боровся в середній вазі (до 73 кілограмів). Сутичка за регламентом турніру тривала 20 хвилин. Переможцем оголошувався спортсмен, який зумів тушувати суперника чи за очками. У середній вазі боротьбу за медалі вели 21 спортсмен. Турнір проводився за системою з вибуттям.
| Виступ на Олімпійських іграх 1908 року | Виступ на Олімпійських іграх 1908 року | Виступ на Олімпійських іграх 1908 року |
| Раунд                                  | Суперник                               | Результат                              |
| -------------------------------------- | -------------------------------------- | -------------------------------------- |
| 1                                      |                                        |                                        |
| 2                                      | Едгар Бекон · Велика Британія          | Перемога туше                          |
| ¼                                      | Мауріц Андерссон · Швеція              | Поразка туше                           |

#### Олімпіада 1912 року
На Літніх Олімпійських іграх 1912 року в Стокгольмі боровся в середній вазі B (до 82,5 кілограма). Сутичка за регламентом турніру тривала 30 хвилин, після закінчення 30-хвилинного раунду судді могли призначити ще 30-хвилинний раунд і так далі без обмеження кількості додаткових раундів. Переможцем визнавався спортсмен, який зумів тушувати суперника або за рішенням суддів; також обом суперникам могла бути присуджена поразка через пасивне ведення боротьби. У середній вазі B боротьбу за медалі вели 29 спортсменів. Турнір проводився за системою з вибуттям після двох поразок; борці, що залишилися, розігрували медалі між собою, без зарахування попередніх зустрічей.
| Виступ на Олімпійських іграх 1912 року | Виступ на Олімпійських іграх 1912 року | Виступ на Олімпійських іграх 1912 року |
| Раунд                                  | Суперник                               | Результат                              |
| -------------------------------------- | -------------------------------------- | -------------------------------------- |
| 1                                      | Оскар Віклунд · Фінляндія              | Поразка туше                           |
| 2                                      | Рагнар Фогельмарк · Швеція             | Перемога туше                          |
| 3                                      | Юссі Саліла · Фінляндія                | Перемога туше                          |
| 4                                      | Петер Олер · Німеччина                 | Перемога туше                          |
| 5                                      | Аугуст Раяла · Фінляндія               | Поразка туше                           |

#### Олімпіада 1920 року
На літніх Олімпійських іграх 1920 року в Антверпені боровся у ваговій категорії до 82,5 кілограма (напівважка вага). Сутичка за регламентом турніру тривала два раунди по 10 хвилин, якщо ніхто з борців протягом цих раундів не тушував суперника, призначався додатковий раунд, тривалістю 20 хвилин, і після нього (або під час нього) перемога присуджувалася за рішенням суддів. В окремих випадках для виявлення переможця міг бути призначений ще один додатковий раунд тривалістю 10 хвилин. Однак після першого дня змагань організатори дійшли висновку, що за такої системи вони не встигнуть провести змагання, і час сутички скоротили до одного 10-хвилинного раунду, в якому перемогти можна було лише тушувавши суперника та з додатковим 15-хвилинним раундом, після якого перемога віддавалася за рішенням суддів. У напівважкій вазі боротьбу за медалі вели 18 спортсменів. Турнір проводився у системі з вибуттям після поразки. Ті, хто виграв у всіх сутичках, проводили свій турнір за перше місце. Борці, що програли чемпіону, розігрували у своєму турнірі друге місце. Ті, що програли турнір за друге місце, проводили сутичку за третє місце.
| Виступ на Олімпійських іграх 1920 року | Виступ на Олімпійських іграх 1920 року | Виступ на Олімпійських іграх 1920 року |
| Раунд                                  | Суперник                               | Результат                              |
| -------------------------------------- | -------------------------------------- | -------------------------------------- |
| 2                                      | Нет Пендлетон · США                    | Перемога дискваліфікація суперника     |
| ¼                                      | Клас Юганссон · Швеція                 | Поразка туше                           |
| ½ за друге місце                       | Ян Сінт · Нідерланди                   | Перемога туше                          |
| за друге місце                         | Еділь Розенквіст · Фінляндія           | Поразка туше                           |
| за третє місце                         | Аксель Тетенс · Данія                  | Перемога сутичка не відбулася          |